# New York Film Critics Circle Awards 2018
Vítězové 84. ročníku předávání cen New York Film Critics Circle byly oznámeni 29. listopadu 2018.

## Vítězové a nominovaní

### Nejlepší film
- Roma

### Nejlepší režisér
- Alfonso Cuarón – Roma

### Nejlepší scénář
- Paul Schrader – Zoufalství a naděje

### Nejlepší herec v hlavní roli
- Ethan Hawke – Zoufalství a naděje

### Nejlepší herečka v hlavní roli
- Regina Hall – Holky sobě

### Nejlepší herec ve vedlejší roli
- Richard E. Grant – Can You Ever Forgive Me?

### Nejlepší herečka ve vedlejší roli
- Regina Kingová – If Beale Street Could Talk

### Nejlepší dokument
- Minding the Gap

### Nejlepší cizojazyčný film
- Studená válka • Polsko

### Nejlepší animovaný film
- Spider-Man: Paralelní světy

### Nejlepší kamera
- Alfonso Cuarón – Roma

### Nejlepší první film
- Bo Burnham – Eighth Grade

### Speciální ocenění
- David Schwartz